# Да-Луж (1954)
Ештадіу да Луж (порт. Estádio da Luz, [(ɨ)ˈʃtadiu dɐ ˈluʒ] , укр. Стадіон Світла), офіційно називався Стадіон «Бенфіки» (порт. Estádio do Sport Lisboa e Benfica) — колишній багатофункціональний стадіон, що розташовувався у Лісабоні, Португалія.
Він використовувався здебільшого для футбольних матчів і був домашньою ареною клубу «Бенфіка», а також приймав деякі матчі збірної Португалії.
Стадіон був відкритий 1 грудня 1954 року і міг прийняти максимально 120 000 осіб, що робило його найбільшим стадіоном у Європі та третім за величиною у світі. Серед найвідвідуваніших матчів стадіону є гра проти «Порту» при 135 000 глядачів, півфіналі Кубка європейських чемпіонів 1989–90, проти «Марселя» та фінал молодіжного чемпіонату світу з футболу 1991 року між Португалією та Бразилією із 127 000 глядачів у кожній грі. Він також приймав фінал Кубка володарів кубків Європи 1992 року, другий матч фіналу Кубка УЄФА 1983 року та Міжконтинентальний кубок 1962 року.
Його знесення розпочалося в 2002 році, щоб новий «Да Луж» міг бути побудований на південний захід від старого.

## Історія

### Передумови
З часу створення клубу в 1904 році «Бенфіка» грала переважно на орендованих полях — Terras do Desembargador (1905—1906), Campo da Feiteira (1908—1911), Campo de Sete Rios (1913—1917), Campo de Benfica (1917—1922) та Estádio do Campo Grande. При цьому останній стадіон був орендованій у історичних конкурентів, клубу «Спортінг» (1941—1954). Лише футбольний стадіон Estádio das Amoreiras належав клубу (1925—1940), але він був знесений, щоб побудувати автостраду.
Після тривалого переговорного процесу з муніципалітетом Лісабона, 17 травня 1946 року було остаточно встановлено, що клуб покине орендований стадіон і переїде назад до мікрорайону Бенфіка. Наприкінці зустрічі, де це було встановлено, тодішній міністр громадських робіт Дуарте Пашеку заявив: «„Бенфіка“ — з Бенфіки, і саме туди слід повернутися».

### Роки будівництва
На північно-східному кінці мікрорайону Бенфіка була визначена адекватна місцевість з хорошою доступністю та достатньою можливістю для подальшого розширення. Розташований у межі між мікрорайонами Бенфіка та Карніде, новий стадіон спочатку був відомий як «Estádio de Carnide».
Спочатку цей стадіон клуб також орендовував і остаточний викуп відбувся лише в 1969 році. Плани щодо спортивного комплексу були складені ще наприкінці 1940-х років Жуаном Сімейшом, колишнім гравцем клубу.
Мотивовані президентом «Бенфіки» Жоакімом Боргалью, члени клубу (sócios) підтримали додатковий збір для фінансування будівництва нового стадіону, а також зробити щедрі пожертви або навіть працювати на подвір'ї у вихідні дні. Також була проведена «цементна кампанія», в рамках якої клубу пропонували велику кількість цементних мішків.
Роботи офіційно розпочалися 14 червня 1953 року. Менш ніж через два роки після, 1 грудня 1954 року (в національне свято, день незалежності Португалії), стадіон було відкрито. Ціна побудови склала 12 036 683 ескудо. На перший матч прийшло 40 000 глядачів, які побачили гру проти «Порту».

### Поліпшення
Спочатку стадіон мав місткість 40 000 глядачів, які розміщувались на двох ярусах, але успіхи «Бенфіки» у 1950-х і, особливо, 1960-х («золоті роки»), зробили неминучим збільшення кількості місць.

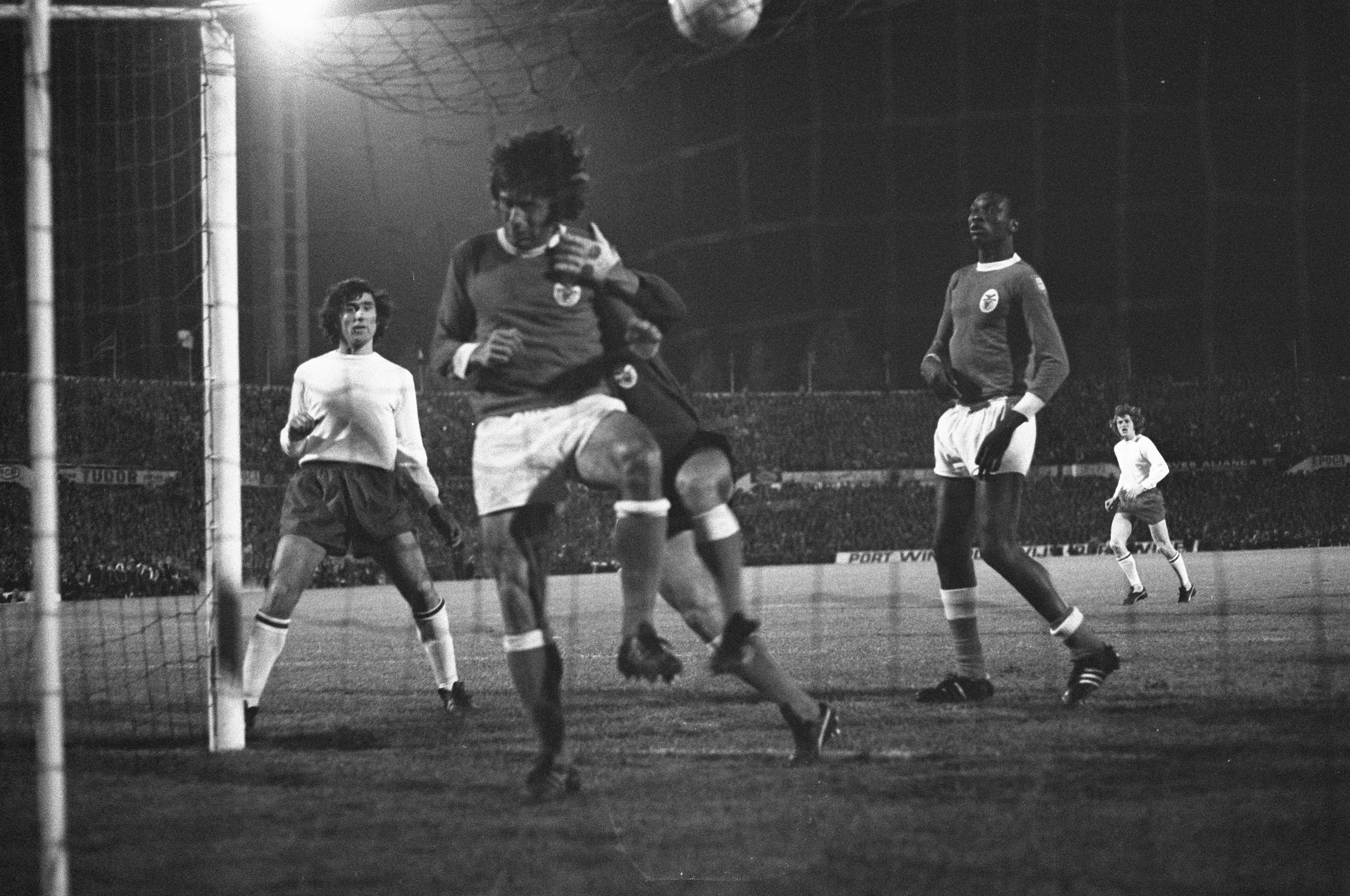
Матч півфіналу Кубка європейських чемпіонів 1971/72 «Бенфіка» — «Аякс» (0:0) на стадіоні. 19 квітня 1972 року.

Перша фаза будівництва знаменитого «Третього кільця» («Terceiro Anel») була завершена в 1960 році і збільшила місткість до 70 000. Штучне освітлення було введено двома роками раніше.
Повністю третій ярус був завершений у 1985 році, встановивши офіційну місткість стадіону в 120 000. Оскільки індивідуальних місць не було, ця кількість при нагоді могла бути перевершена. Матч чемпіонату Португалії проти «Порту» 4 січня 1987 року відвідало 135 000 глядачів, а фінал молодіжного чемпіонату світу з футболу 1991 року між Португалією та Бразилією офіційно відвідувало 127 000 осіб.
На стадіоні, серед інших, пройшов другий фінальний матч Кубка УЄФА 1982/83 (18 травня 1983: «Бенфіка» — «Андерлехт» 1:1, після перемоги в першій зустрічі 1:0 трофей завоював «Андерлехт») та фінал Кубка володарів Кубків 1991/92 (6 травня 1992: «Вердер» — «Монако» 2:0).
Введення індивідуальних місць у середині 1990-х років зменшило місткість стадіону до приблизно 78 000 глядачів.
У 1992 році було відкрито спортивний магазин та ресторан.

### Кінець
Після важкого періоду 1990-х років, як за результатами, так і за фінансами, клубу довелося роздумувати над тим, як впоратися з успішною заявкою, яку Португальська федерація футболу зробила на проведення Євро-2004.

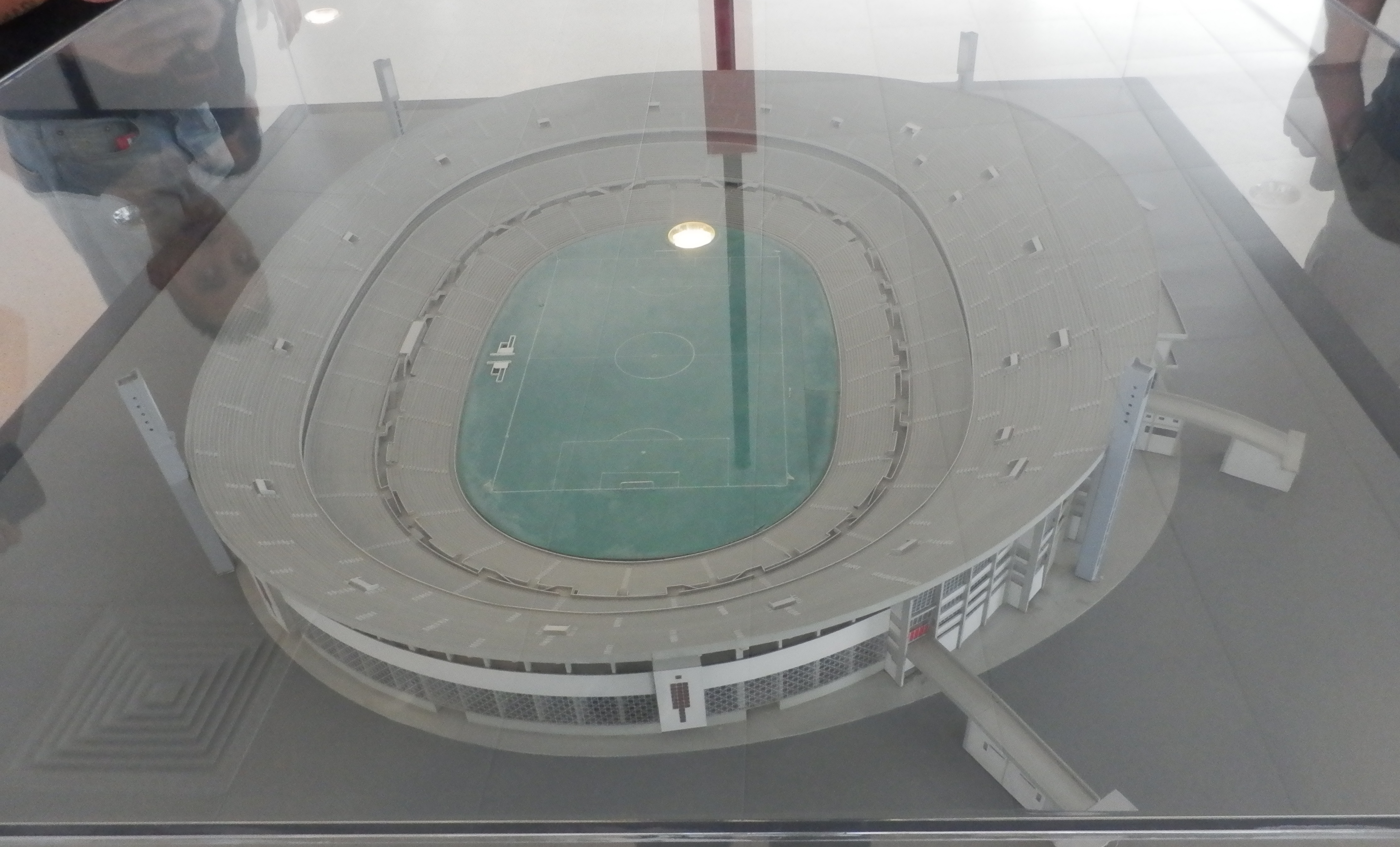
Макет стадіону з добудованим «Третім кільцем» у період, коли він був найбільшим стадіоном Європи.

Спочатку було висловлено припущення, що старий стадіон може пройти ремонтні роботи, включаючи покриття всіх трибун дахом. Два проєкти архітектора Томаша Тавейр, були представлені партнерам за короткий проміжок часу, але обидва були відхилені. Натомість було запропоновано клубу зняти свій стадіон зі списку приймаючих стадіонів.
Нарешті, 28 вересня 2001 року партнери клубу проголосували за будівництво нового стадіону. Це аж ніяк не було легким рішенням, оскільки історичний «Катедрал» повинен був бути знесений, щоб поступитися місцем новому комплексу. Цей варіант, однак, вважався необхідністю, щоб забезпечити фінансову доцільність проекту. У затвердженій пропозиції було зазначено: "Дирекція вирішила представити своїм партнерам будівництво нового стадіону, повністю усвідомлюючи, що це варіант, який найкращим чином відповідає заробіткам та потребам нашого Клубу, будучи економічно та фінансово стійким, і зможе дозволити партнерам «Бенфіки» набагато кращі умови для спостереження за спортивними подіями клубу, зокрема футбольною командою, а також відновити нашу базу вболівальників ".
Команда грала на частково зруйнованому старому стадіоні протягом останнього сезону, оскільки південна трибуна вже була знята, щоб розпочати будівництво нового стадіону, що зменшувало місткість до 50 000 глядачів. Останнім матчем старого «Да Лужа» стала гра 26-го туру чемпіонату Португалії 22 березня 2003 року проти «Санта-Клари», який виграла «Бенфіка» завдяки єдиному голу з пенальті Сімау Сабрози.
Закінчував сезон клуб уже на Національному стадіоні, в той час як стару арену було повністю знесено. З 25 жовтня 2003 року «Бенфіка» перебралась на завершений новий «Да Луж», який менше ніж через рік прийняв фінальний матчі на Євро-2004.

## Збірна Португалії з футболу
Незважаючи на відкриття стадіону в 1954 році, він не приймав жодних матчів національної збірної Португалії аж до 1971 року, коли Португалія зіграла зі Шотландією. Загалом до 2001 року вона провела на арені 29 матчів.
| #   | Дата              | Рахунок | Суперник          | Турнір                 |
| --- | ----------------- | ------- | ----------------- | ---------------------- |
| 1.  | 21 квітня 1971    | 2–0     | Шотландія         | Кваліфікація Євро-1972 |
| 2.  | 21 листопада 1971 | 1–1     | Бельгія           | Кваліфікація Євро-1972 |
| 3.  | 29 березня 1972   | 4–0     | Кіпр              | Кваліфікація ЧС-1974   |
| 4.  | 13 жовтня 1973    | 2–2     | Болгарія          | Кваліфікація ЧС-1974   |
| 5.  | 3 квітня 1974     | 0–0     | Англія            | Товариський матч       |
| 6.  | 17 листопада 1976 | 1–0     | Данія             | Кваліфікація ЧС-1978   |
| 7.  | 29 листопада 1978 | 1–0     | Шотландія         | Кваліфікація Євро-1980 |
| 8.  | 21 листопада 1979 | 1–2     | Австрія           | Кваліфікація Євро-1980 |
| 9.  | 19 листопада 1980 | 1–0     | Північна Ірландія | Кваліфікація ЧС-1982   |
| 10. | 17 грудня 1980    | 3–0     | Ізраїль           | Кваліфікація ЧС-1982   |
| 11. | 14 жовтня 1981    | 1–2     | Швеція            | Кваліфікація ЧС-1982   |
| 12. | 18 листопада 1981 | 2–1     | Шотландія         | Кваліфікація ЧС-1982   |
| 13. | 10 жовтня 1982    | 2–1     | Польща            | Кваліфікація Євро-1984 |
| 14. | 13 листопада 1983 | 1–0     | СРСР              | Кваліфікація Євро-1984 |
| 15. | 12 жовтня 1985    | 3–2     | Мальта            | Кваліфікація ЧС-1986   |
| 16. | 15 лютого 1989    | 1–1     | Бельгія           | Кваліфікація ЧС-1990   |
| 17. | 26 квітня 1989    | 3–1     | Швейцарія         | Кваліфікація ЧС-1990   |
| 18. | 15 листопада 1989 | 0–0     | Чехословаччина    | Кваліфікація ЧС-1990   |
| 19. | 29 серпня 1990    | 1–1     | ФРН               | Товариський матч       |
| 20. | 20 листопада 1991 | 1–0     | Греція            | Кваліфікація Євро-1992 |
| 21. | 28 квітня 1993    | 5–0     | Шотландія         | Кваліфікація ЧС-1994   |
| 22. | 10 листопада 1993 | 3–0     | Естонія           | Кваліфікація ЧС-1994   |
| 23. | 18 грудня 1994    | 8–0     | Ліхтенштейн       | Кваліфікація Євро-1996 |
| 24. | 15 листопада 1995 | 3–0     | Ірландія          | Кваліфікація Євро-1996 |
| 25. | 14 листопада 1996 | 0–0     | Німеччина         | Кваліфікація ЧС-1998   |
| 26. | 11 жовтня 1997    | 1–0     | Північна Ірландія | Кваліфікація ЧС-1998   |
| 27. | 9 жовтня 1999     | 3–0     | Угорщина          | Кваліфікація Євро-2000 |
| 28. | 7 жовтня 2000     | 1–1     | Ірландія          | Кваліфікація ЧС-2002   |
| 29. | 6 жовтня 2001     | 5–0     | Естонія           | Кваліфікація ЧС-2002   |